# Jacob Henk Burger
Jacob Henk Burger (Amsterdam, 22 februari 1936 – Harmelen, 14 juni 2007) was een Nederlands politicus van het CDA.
Hij was docent Frans en werd in 1976 burgemeester van Harmelen. Op 1 januari 2001 ging die gemeente op in de gemeente Woerden. Daarmee kwam enkele maanden voordat hij de pensioengerechtigde leeftijd zou bereiken een einde aan zijn burgemeesterschap. J.H. Burger overleed in 2007 op 71-jarige leeftijd.